# Serie a fumetti
Una serie a fumetti è un formato di pubblicazione di fumetti caratterizzato dalla distribuzione periodica di albi in edicola, fumetteria o libreria. Le serie possono configurarsi senza una conclusione prefissata, oppure come miniserie o serie limitate, cioè con un predeterminato numero di albi. 
Tra le serie più longeve si hanno Detective Comics, esordita nel 1937 e che nel 2017 ha superato i 900 numeri, The Amazing Spider-Man, esordita nel 1963 e che ha chiuso dopo aver raggiunto i 700 numeri nel 2012 o Diabolik, esordito nel 1962 e pubblicato ancora nel 2017 dopo oltre 800 numeri o Tex, esordito nel 1948 e che nel 2019 ha superato i 700 numeri. Gli albi sono solitamente distribuiti sotto forma di volumetti brossurati o spillati. Nel mercato statunitense è comune che serie di albi proposti in formato spillato o da edicola vengano poi riproposti raccolti in volume, in formato trade paperback, generalmente più economico, o hardcover, più costoso.
Le serie a fumetti pubblicano storie dei protagonisti in continuity e possono essere pubblicate in contemporanea più serie aventi per protagonista lo stesso personaggio come nel caso della Marvel Comics che pubblica diverse serie con il personaggio dell'Uomo Ragno come The Amazing Spider-Man, Ultimate Spider-Man e Spider-Man Noir. Le storie crossover sono quelle dove i protagonisti di serie diverse interagiscono fra di loro in un medesimo arco narrativo che inizia in una serie e termina in un'altra.